# Microprocesadores Motorola de la familia 68000

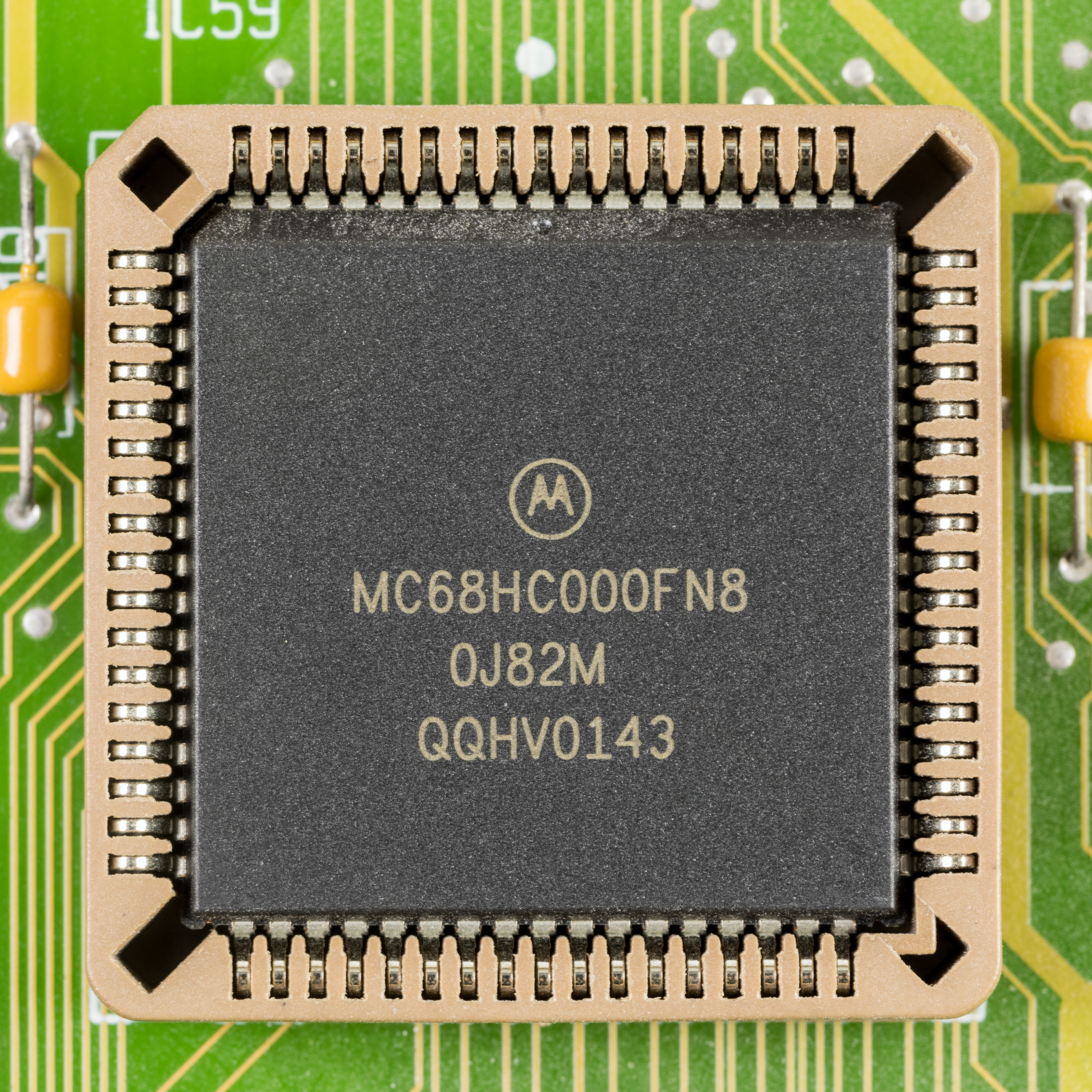
Microprocesador Motorola MC68HC000FN8 -

La familia M68K/680X0/68K/m68k de procesadores CISC de 32 bits de Motorola, iniciada en 1976 con el proyecto MACSS fue durante años la competidora de la familia x86 de Intel.

## Los miembros de la familia 68k
- Primera generación
  - Motorola 68000: un chip híbrido de 16/32 bit (bus de 16-bit)
  - Motorola 68EC000
  - Motorola 68HC000
  - Motorola 68008 un chip híbrido de 8/16/32 bit (bus de 8-bit)
  - Motorola 68010
  - Motorola 68012
- Segunda generación (completamente de 32 bits)
  - Motorola 68020
  - Motorola 68EC020
  - Motorola 68030
  - Motorola 68EC030
- Tercera generación (completamente de 32 bits)
  - Motorola 68040
  - Motorola 68EC040
  - Motorola 68LC040
- Cuarta generación (completamente de 32 bits)
  - Motorola 68060
- Otros
  - Motorola CPU32 (también conocido como Motorola 68330)
  - Motorola ColdFire
  - Motorola Dragonball

## Usos principales

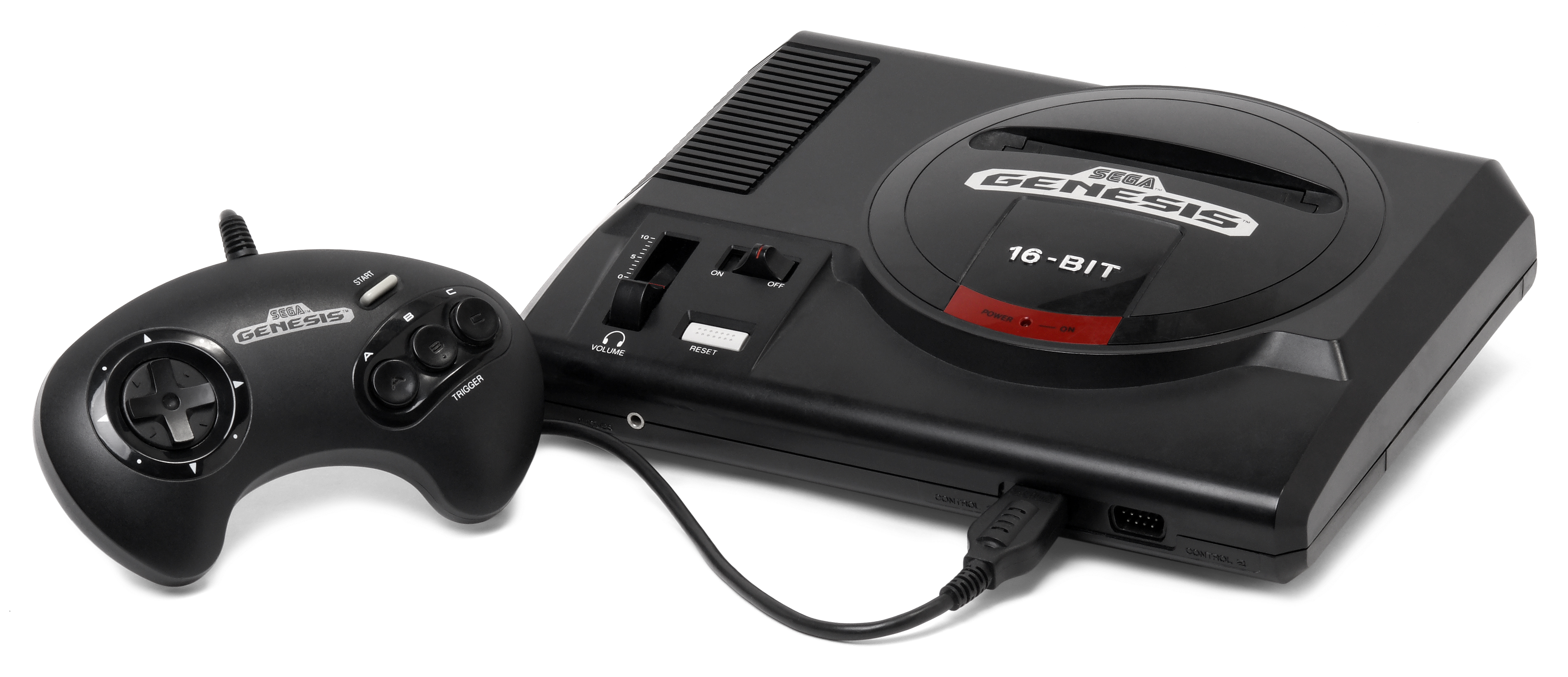
Sega Genesis modelo 1

La línea de procesadores 68K ha sido usada en una amplia variedad de sistemas, desde calculadoras Texas Instruments hasta sistemas críticos de control de la lanzadera espacial. Aun así son más populares por ser los procesadores de distintos ordenadores personales, como el Apple Macintosh, el Commodore Amiga, el Atari ST y otros y de consolas, como la Sega Megadrive (Sega Génesis).
Hoy día estos sistemas de sobremesa están descatalogados (en el caso de los Atari) o usan un procesador diferente (como los Amiga y Macintosh). Debido a que estos ordenadores tienen más de una década de antigüedad, los fabricantes originales han cerrado sus puertas o ya no ofrecen un sistema operativo para este hardware. Aun así, los sistemas operativos Debian/Linux, NetBSD y OpenBSD todavía dan soporte a los equipos con procesador m68k.

## Herencia arquitectónica
Las personas familiarizadas con el PDP-11 o los VAX normalmente se sienten como en casa con el 68000. Con la excepción de la separación de los registros de propósito general en registros específicos de datos y de direcciones, la arquitectura del 68000 es, en muchos sentidos, la de un PDP-11 de 32 bits.

## ¿Dónde se fue el 68050? ¿No hubo un 68070?
Hay que hacer notar que no hubo un 68050, debido a que el diseño que iba a ser el 68050 fue lanzado como una versión del 68040. Tampoco hay revisiones del 68060, ya que Motorola estaba cambiando sus líneas de la familia 68k y 88k a la de los nuevos PowerPC, por lo que el 68070 nunca fue desarrollado. Si lo hubiera sido habría resultado en un 68060 revisado.
Nota: Hay un procesador con el nombre 68070, pero es una versión microcontrolador del 68000. Este 68070 fue usado como el procesador en la consola CD-i de Philips. Fue producido por Philips y no forma parte de la familia de los Motorola 68K.

## La siguiente generación de 68K
La cuarta generación de 68060 compartía muchas de las características del Intel P5 (x86). Si Motorola hubiera decidido mantener la serie 680X0 es muy probable que el siguiente procesador, el 68080, hubiera tenido puntos en común con la arquitectura P6 de Intel.

## Otras variantes
Después de la finalización de la serie 68k, la familia 68k ha sido usada en versiones microcontrolador/sistemas integrados. Estos chips incluyen los listados bajo la sección "otros" más arriba, por ejemplo, el CPU32, conocido como 68330, el ColdFire y el Dragonball.

## Competidores de los 68k
La competencia principal en el mercado de microordenadores para la primera generación fueron los chips IA-16 de la arquitectura x86 de Intel, tanto la primera (8086/8088) como la segunda generación (80286). La segunda generación de los 68k tuvo por rival a los chips IA-32 de la serie 80386. La tercera generación compitió con los IA-32 80486. La cuarta rivalizó con los Pentium, pero en menor medida, debido al cambio a las líneas PowerPC por parte de Motorola, significando el final de los 680X0 en los ordenadores personales.
- Datos: Q937498
- Multimedia: M68k microprocessors / Q937498